# Sebastian Pasquali
Sebastian Pasquali (Wangaratta, 7 november 1999) is een Australisch voetballer die bij voorkeur als centrale middenvelder speelt. Hij verruilde AFC Ajax in 2019 voor Western United.

## Clubcarrière
Pasquali speelde in Australië in de jeugd bij Wangaratta City, FFV NTC en Melbourne Victory. Op 15 oktober 2016 debuteerde hij in de A-League tegen stadsgenoot Melbourne City. Hij viel na 75 minuten in voor Fahid Ben Khalfallah. Eén week later mocht de middenvelder opnieuw invallen tegen Adelaide United. In november 2016 tekende Pasquali een tweejarig contract bij AFC Ajax. Met Jong Ajax won hij de Eerste divisie 2017/18.